# 김상도 (1914년)
김상도(1914년 8월 19일~1986년 12월 5일)는 대한민국의 정치인이다. 제3·4대 국회의원을 지냈다.

## 역대 선거 결과
|  | 15.87% |

|  | 55.84% |

|  | 0% |

|  | 21.85% |

|  | 28.82% |

|  | 46.75% |

|  | 43.92% |